# San Pablo Nuevo
San Pablo Nuevo es un corregimiento o poblado del distrito de David en la provincia de Chiriquí, República de Panamá. Cuenta con 1.752 habitantes (2010).